# Hello Zepp
"Hello Zepp" er det oprindelige navn på Saw- filmseriens ledsagemusik, det er komponeret af Charlie Clouser til den første film i Saw filmserien. Stykket udseende i den første film var timet til at bringe en dramatisk tone til slutningen af filmen, hvor den primære antagonist, ved navn Zep Hindle, bliver afsløret til rent faktisk at være offer for den virkelige antagonist, Jigsaw Killer. (figurens navn i filmen er stavet 'Zep' «, mens musikken titler er stavet 'Zepp') Som serien fortsatte, blev stykket genbrugt i alle film, som ofte omdøbt og remixet for at imødekomme de skiftende situationer og karakterer i hver enkelt film. Sangen er nu kendingsmelodi for hele serien.

## Mixes

### Film
I filmenserien, er der i øjeblikket 31 versioner eller mixes af "Hello Zepp".
- Saw (2003): "Zepp Overture"
- Saw: "X Marks the Spot", "Hello Zepp", "Zepp Overture"
- Saw II: "I've Played Before"/"Played", "Cut Necks", "Conscious", "Hello, Eric"
- Saw III: "Amanda", "Surprised", "Shithole", "Your Test", "Final Test"
- Saw IV: "Just Begun", "Just Begun (Alt.)", "Just Begun (Alt. 1)", "Just Begun (Alt. 2)", "Help Them", "Help Them (Alt.)", "New Game (Alt.), "Step Back (Alt.)","Lesson", "Let Go"
- Saw V: "Saw V Title", "Zepp Five"
- Saw VI: "Jill Drives (Mix 1)", "Jill Drives (Mix 2)", "Severed Hand (Mix 1)", "Severed Hand (Mix 2)", "Zepp Six", "Zepp Six (Alt.)"
- Saw 3D: "Cauterize", "Only You", "Support Group", "Junkyard", "Autographs", "Dr. Gordon Montage", "The Final Zepp"

### Soundtracks
Fem versioner eller mixes of "Hello Zepp" er blevet udgivet indtil videre på forskellige Saw soundtracks.
- Saw: "Hello Zepp", "Zepp Overture"
- Saw II: "Don't Forget the Rules"
- Saw III: "The Shithole Theme" (Omarrangeret & omdøbt), "Final Test" (Omdøbes på Soundtrack som The Final Test)
- Saw 3D: "Dr. Gordon Montage" "The Final Zepp"